# George Joyce
Pour les articles homonymes, voir Joyce.
George Joyce (1618-1670?) est un officier de l'Armée parlementaire (New Model Army) pendant la Première Révolution anglaise.
Le 2 juin 1647, alors que la New Model Army se regroupe à la demande du Conseil de l'Armée récemment formé, George Joyce se saisit du roi Charles Ier alors sous la garde du Parlement à Holdenby House et le conduit au quartier général de Thomas Fairfax à Triplo Heath (aujourd'hui Thriplow à 8 miles au sud de Cambridge). Cet enlèvement eut pour conséquence de renforcer le pouvoir de l'Armée au détriment du Parlement.
Thomas Herbert, alors gentilhomme de la chambre du roi, décrit dans ses Mémoires la confrontation entre les deux hommes.  :

« Joyce déclare au roi qu'il a l'ordre de l'emmener
— Charles : De qui émane cet ordre ? Montrez-moi vos instructions ?
— Joyce, ouvrant la fenêtre et montrant la troupe dans la cour : Les voici, Sire
— Charles : Ce sont en effet des ordres fort clairs et qui se lisent sans peine. »

## Note et référence
1. ↑  Michel Duchein, 50 années qui ébranlèrent l'Angleterre, Fayard 2010, p. 205